# Agelasticus thilius
Agelasticus thilius là một loài chim trong họ Icteridae.

## Hình ảnh

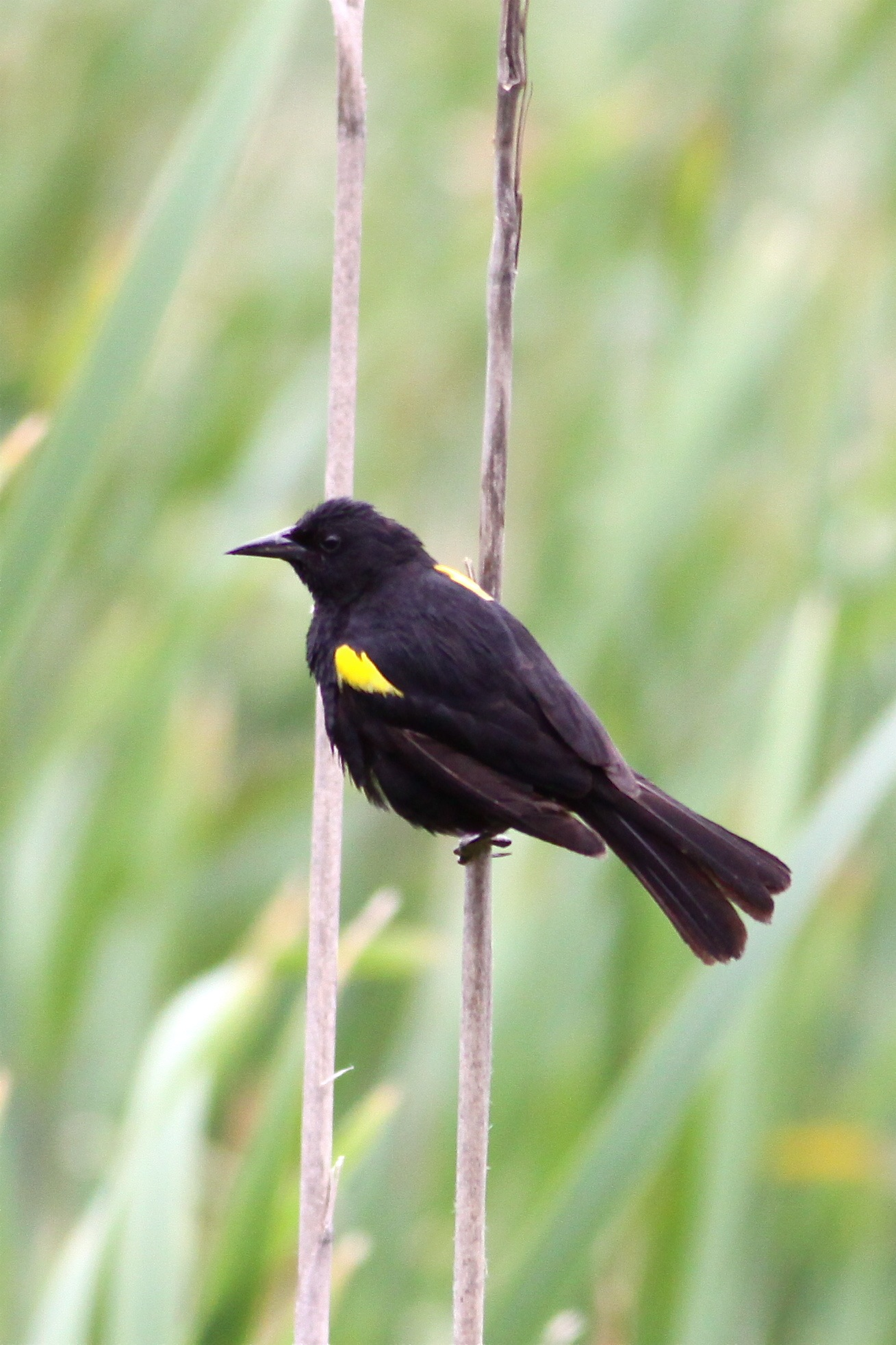
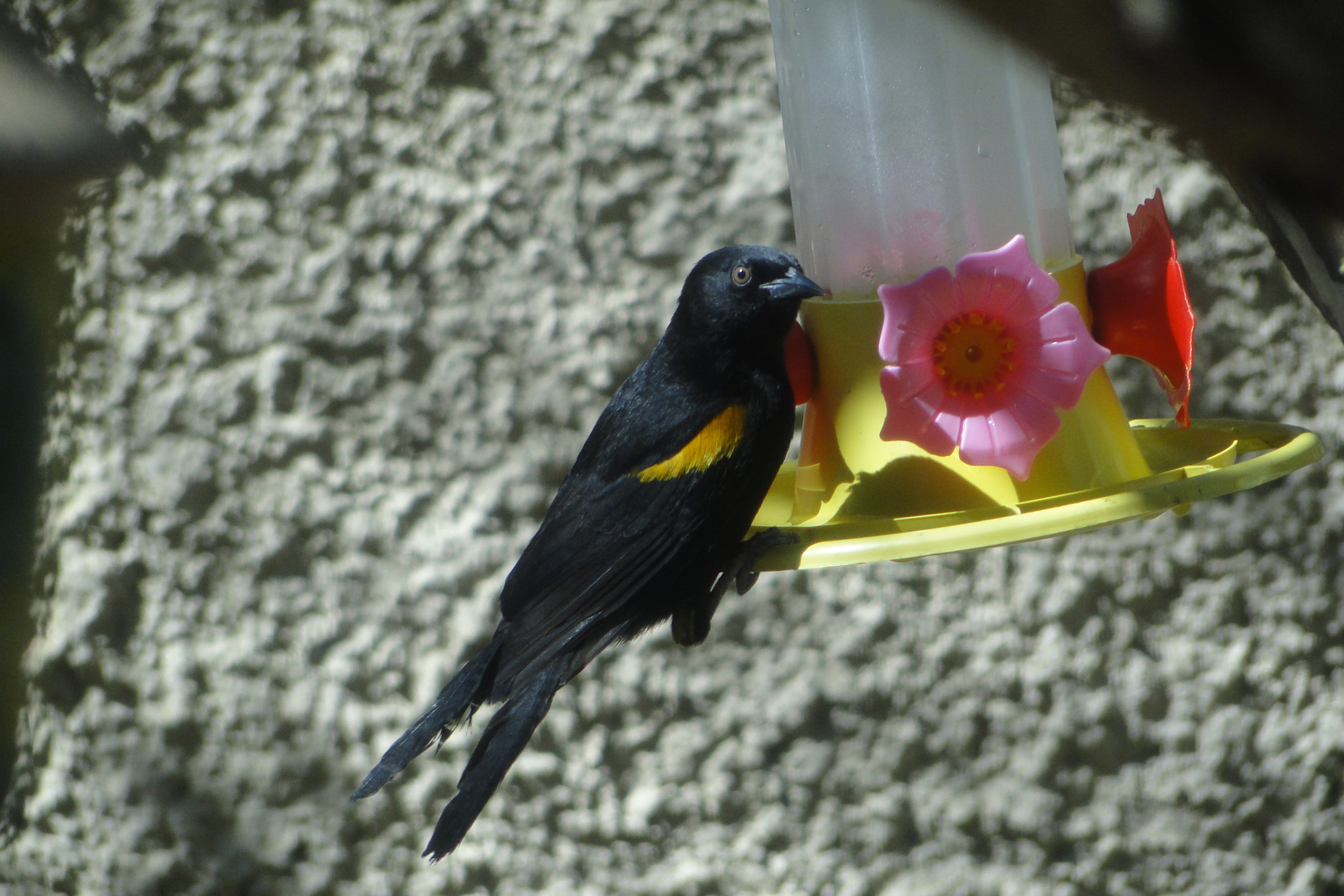